# جوليان ريميتي
جوليان ريميتي (بالفرنسية: Julien Remiti)‏ (7 سبتمبر 1994 - ) هو لاعب كرة قدم فرنسي في مركز الوسط. لعب مع نادي أجاكسيو.

## وصلات خارجية
- جوليان ريميتي على موقع رابطة كرة القدم الفرنسية للمحترفين (الإنجليزية)
- جوليان ريميتي على موقع قاعدة بيانات كرة القدم.إي يو (الإنجليزية)
- جوليان ريميتي على موقع Soccerbase.com (لاعب) (الإنجليزية)
- جوليان ريميتي على موقع Soccerway.com (الإنجليزية)